# Stadion Sogʻlom Avlod w Andiżanie
Stadion Sogʻlom Avlod – wielofunkcyjny stadion w Andiżanie, w Uzbekistanie. Swoje mecze rozgrywa na nim drużyna FK Andiżan. Obiekt może pomieścić 17 500 widzów.